# ErsatzMusika
ErsatzMusika ist eine Berliner Folkband.

## Geschichte
Die Band wurde 2006 von der Sängerin und Akkordeonistin Irina Doubrovskaja gegründet. Alle Mitglieder der Band stammen aus Russland und waren dort bereits vor ihrer Emigration in den frühen 1990er-Jahren als Musiker in der Untergrundszene tätig.
Irina Doubrovskaja schreibt und komponiert sämtliche Stücke der Band. 
Die Künstlerin, ursprünglich Malerin und Lyrikerin, sagte über den Beginn ihrer musikalischen Karriere und der Band: „Anfangs begann ich einfach, für eine kleine Gruppe von Freunden Aufnahmen zu machen, mit der Erinnerung an diese Postkarten im Hinterkopf, die wir in der Sowjetunion hatten (...). Eigentlich ein Stimmenbrief. Seit dem Zerfall der Sowjetunion leben viele unserer Freunde in aller Welt verstreut. Die Idee war, Musik zu machen, um sie mit diesen Freunden zu teilen. Aber je mehr Leuten wir diese Musik vorspielten, desto mehr meinten, wir sollten unsere Stimmenbriefe veröffentlichen.“
Im April 2009 nahm ErsatzMusika am 12. Kasseler Weltmusikfestival teil.
ErsatzMusika veröffentlicht ihre Werke bei dem Label Asphalt Tango.

## Rezeption
Die 2009 erschienenen Songs Unrecantable mit englischen Texten wurden im April 2009 in der Sendung Scala von WDR 5 vorgestellt. Dazu hieß es, die Musiker ließen „mit Gesang, Gitarren, Bass, Perkussion, Keyboard, Spieluhren, Cello, Xylophon und Akkordeon Klänge entstehen, die eher das Gefühl vermitteln, einem außerirdischen Chansonabend beizuwohnen“.
Die Kassel-Zeitung schreibt der Band das Format zu, „Kult zu werden“.
Die BBC sprach im Zusammenhang mit der ersten CD Voiceletter von „Reminiszenzen an Gulags und Unterdrückung“, nannte Songs Unrecantable aber „freudiger“.
The Independent hob hervor, „der melancholische Sound der Sängerin-Komponistin-Keyboarderin Irina Doubrovskaya“ sei „unwiderstehlich“.

## Diskografie
Alben
- 2007: Voiceletter (Asphalt Tango)
- 2009: Songs Unrecantable (Asphalt Tango)
- 2015: Navyblue Nonesuch (Asphalt Tango)